# Giulio Sanguineti
Giulio Sanguineti (Lavagna, 20 febbraio 1932) è un vescovo cattolico italiano, dal 19 luglio 2007 vescovo emerito di Brescia.

## Biografia
Nasce a Santa Giulia di Centaura, frazione di Lavagna, in provincia di Genova e diocesi di Chiavari, il 20 febbraio 1932; è l'ultimo di tre fratelli. Il 20 marzo viene battezzato, nella chiesa di Santa Giulia di Centaura.

### Formazione e ministero sacerdotale
Frequenta il seminario diocesano di Chiavari, dove compie gli studi teologici e filosofici, e la Pontificia Università Gregoriana, dove ottiene la laurea in diritto canonico.
Il 27 marzo 1955 è incardinato nella diocesi di Chiavari ed il successivo 29 maggio è ordinato presbitero, nella cattedrale di Nostra Signora dell'Orto, dal vescovo Francesco Marchesani.
Dopo l'ordinazione è vicerettore ed insegnante di morale e diritto canonico nel seminario diocesano, in seguito diventa cancelliere vescovile, penitenziere della cattedrale ed assistente diocesano dell'Azione Cattolica femminile. Nel 1966 è nominato delegato vescovile ed in seguito vicario generale dal vescovo Luigi Maverna; viene riconfermato nell'incarico dal successore Daniele Ferrari.

### Ministero episcopale
Il 15 dicembre 1980 papa Giovanni Paolo II lo nomina vescovo di Savona e Noli; succede a Franco Sibilla, precedentemente nominato vescovo di Asti. Riceve l'ordinazione episcopale il 6 gennaio 1981, nella basilica di San Pietro in Vaticano, per imposizione delle mani dello stesso pontefice, co-consacranti l'arcivescovo Giovanni Canestri (poi cardinale) ed il vescovo Belchior Joaquim da Silva Neto. Il 30 settembre 1986, in seguito all'unione piena delle due diocesi, diventa vescovo di Savona-Noli.
Il 7 dicembre 1989 è nominato vescovo della Spezia-Sarzana-Brugnato dallo stesso papa; succede a Siro Silvestri, dimessosi per raggiunti limiti di età. Nel 1995 è eletto presidente della Commissione CEI per le comunicazioni sociali; resta in carica fino al 2000.
Il 19 dicembre 1998 papa Giovanni Paolo II lo nomina vescovo di Brescia; succede all'arcivescovo Bruno Foresti, dimessosi per raggiunti limiti di età. Il 28 febbraio 1999 prende possesso della diocesi.
Il 13 novembre 2002, presso gli ex locali della Libreria Queriniana di Brescia, inaugura la nuova sede del Centro Oratori Bresciani, volto ad essere il braccio operativo della Pastorale Giovanile a Brescia.
Il 19 luglio 2007 papa Benedetto XVI accoglie la sua rinuncia, presentata per raggiunti limiti di età; gli succede Luciano Monari, fino ad allora vescovo di Piacenza-Bobbio.
Dal 17 settembre 2007 risiede a Rapallo, mentre dal novembre 2010 risiede a Santa Giulia di Centaura, suo paese natale.

## Genealogia episcopale e successione apostolica
La genealogia episcopale è:
- Cardinale Scipione Rebiba
- Cardinale Giulio Antonio Santori
- Cardinale Girolamo Bernerio, O.P.
- Arcivescovo Galeazzo Sanvitale
- Cardinale Ludovico Ludovisi
- Cardinale Luigi Caetani
- Cardinale Ulderico Carpegna
- Cardinale Paluzzo Paluzzi Altieri degli Albertoni
- Papa Benedetto XIII
- Papa Benedetto XIV
- Papa Clemente XIII
- Cardinale Enrico Benedetto Stuart
- Papa Leone XII
- Cardinale Chiarissimo Falconieri Mellini
- Cardinale Camillo Di Pietro
- Cardinale Mieczysław Halka Ledóchowski
- Cardinale Jan Maurycy Paweł Puzyna de Kosielsko
- Arcivescovo Józef Bilczewski
- Arcivescovo Bolesław Twardowski
- Arcivescovo Eugeniusz Baziak
- Papa Giovanni Paolo II
- Vescovo Giulio Sanguineti

La successione apostolica è:
- Vescovo Francesco Beschi (2003)